# Isidro Melara Berrocal
Isidro Melara Berrocal (Valência de Alcântara, 24 de março de 1917 — Cáceres, 27 de fevereiro de 1978) foi poeta e escritor espanhol.
Quando a Guerra Civil Espanhola terminou, mudou-se para Cáceres, onde trabalhou como funcionário na Câmara dos Sindicatos Agrários. Ele colaborou em várias revistas, como Alcántara e em jornais regionais.
Ele era um escritor de poesia, embora só pudesse publicar uma de suas obras, Armonía, na vida, uma compilação de sua produção literária até 1948. No entanto, não eram Ofrendas divulgadas. Seus poemas estão presentes em antologias diferentes, como a feita por V. Gutiérrez Macías Cantores de la Virgen de la Montaña ou a de L. Martínez Terrón Primera Antología de Poesía Extremeña. Ele usou o idioma da área de Alcântara e as características de Luis Chamizo Trigueros e José María Gabriel e Galán podem ser encontradas.